# Бровервіль (Міннесота)
Бровервіль (англ. Browerville) — місто (англ. city) в США, в окрузі Тодд штату Міннесота. Населення — 839 осіб (2020).

## Географія
Бровервіль розташований за координатами 46°4′51″ пн. ш. 94°51′52″ зх. д. / 46.08083° пн. ш. 94.86444° зх. д. (46.080732, -94.864582).  За даними Бюро перепису населення США в 2010 році місто мало площу 2,74 км², уся площа — суходіл.

## Демографія
Згідно з переписом 2010 року, у місті мешкало 790 осіб у 326 домогосподарствах у складі 196 родин. Густота населення становила 288 осіб/км².  Було 366 помешкань (133/км²).
Расовий склад населення:
| - 95,3 % — білих - 0,6 % — чорних або афроамериканців - 0,5 % — азіатів - 0,4 % — корінних американців - 1,8 % — осіб інших рас |

До двох чи більше рас належало 1,4 %. Частка іспаномовних становила 3,8 % від усіх жителів.
За віковим діапазоном населення розподілялося таким чином: 26,8 % — особи молодші 18 років, 56,1 % — особи у віці 18—64 років, 17,1 % — особи у віці 65 років та старші. Медіана віку мешканця становила 37,8 року. На 100 осіб жіночої статі у місті припадало 92,7 чоловіків;  на 100 жінок у віці від 18 років та старших — 81,8 чоловіків також старших 18 років.
Середній дохід на одне домашнє господарство  становив 56 186 доларів США (медіана — 47 500), а середній дохід на одну сім'ю — 66 186 доларів (медіана — 61 563). Медіана доходів становила 42 917 доларів для чоловіків та 35 909 доларів для жінок. За межею бідності перебувало 15,1 % осіб, у тому числі 12,8 % дітей у віці до 18 років та 29,1 % осіб у віці 65 років та старших.
Цивільне працевлаштоване населення становило 357 осіб. Основні галузі зайнятості: освіта, охорона здоров'я та соціальна допомога — 33,6 %, виробництво — 25,2 %, роздрібна торгівля — 10,6 %, транспорт — 4,8 %.